# جمعية مرشدات موريشيوس
جمعية مرشدات موريشيوس هي المنظمة الإرشادية الوطنية في موريشيوس. تأسست في عام 1926، وأصبحت عضوا في الجمعية العالمية للمرشدات وفتيات الكشافة في عام 1975. الجمعية موجهه للفتيات فقط وتحوي 1051 عضوا (اعتبارا من 2003).